# Ruta corsica
Ruta corsica — вид квіткових рослин родини Рутові (Rutaceae), ендемік Корсики. Популяції рути з Сардинії та Корсики мають морфологічні й каріологічні відмінності, які виникли внаслідок їхньої географічної ізоляції, й вони не можуть бути віднесені до одного таксону.  

## Опис
Ruta corsica та R. lamarmorae подібні види, проте відрізняються кількома ознаками. Зокрема, R. corsica має листя з листочками від зворотнояйцюватих до клиноподібно-довгастих; квіти менші, діаметром 8–10 мм; чашолистки поєднані протягом 0.1–0.3 мм біля основи і розміром 0.8–1 × 0.9–1.2 мм; пелюстки довжиною 4.5–5 мм з кінчиком і 2.3–2.5 мм завширшки і киль шириною 1 мм; зовнішні тичинки мають нитки довжиною 2.8–3.2 мм, внутрішні тичинки мають нитки довжиною 1.8–2 мм; зав'язь довжиною 2.7–3 мм з плодоніжками 1.5–2 мм завдовжки; коробочка довжиною 7–8 мм, а сегменти шпилясті на верхівці. 
Каріотип R. corsica 2n=18, а каріотип R. lamarmorae: 2n=36

## Галерея

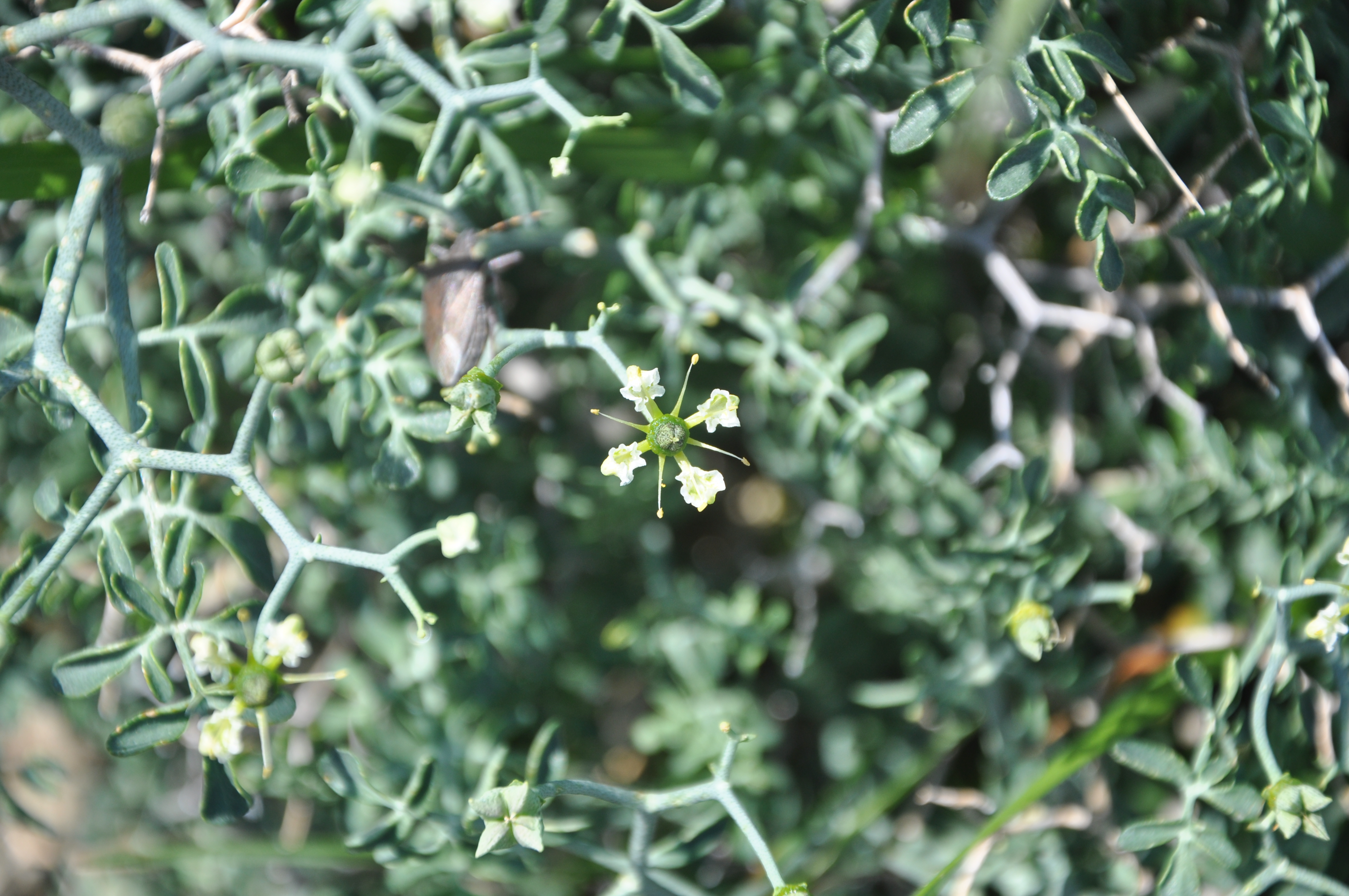
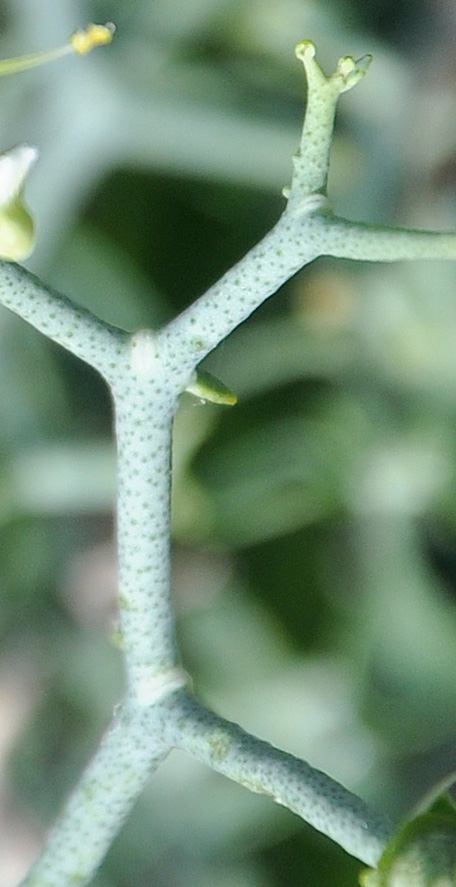
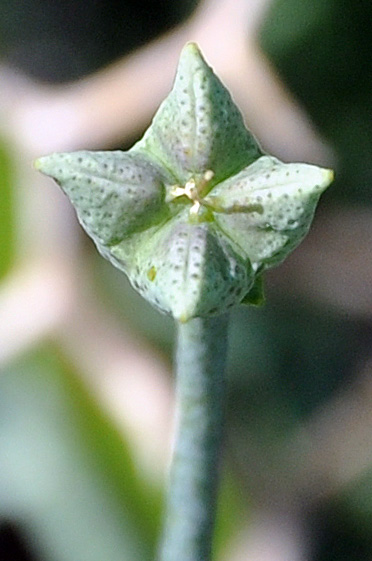

## Поширення
Ендемік Корсики